# Heather Langenkamp
Heather Langenkamp (ur. 17 lipca 1964 w Tulsie w stanie Oklahoma) – aktorka amerykańska, wystąpiła m.in. w roli Nancy Thompson w filmach z serii Koszmar z ulicy Wiązów.
Występuje głównie w serialach telewizyjnych i filmach fabularnych klasy B. Była nominowana do Nagrody Młodych Artystów, zdobyła też nagrodę Special Mention na Avoriaz Fantastic Film Festival. Dwukrotnie zamężna. Alan Pasqua był jej mężem w latach 1985–1987. Ze swoim drugim mężem, poślubionym w 1990 roku charakteryzatorem Davidem LeRoyem Andersonem, ma dwójkę dzieci.